# النظام الغذائي المحدود للسوائل
النظام الغذائي المحدود للسوائل هو نظام غذائي يحد من كمية إستهلاك السوائل اليومية. إلى جانب المشروبات ، تشتمل العديد من الأطعمة أيضًا على السوائل التي يجب أخذها في الإعتبار. يساعد النظام الغذائي المقيد للسوائل في منع تراكم السوائل في الجسم. تقليل شرب السوائل يخفف من الضغط على الجسم وقد يقلل من المضاعفات الإضافية. ينصح طبياً بنظام غذائي يقيد السوائل للمرضى الذين يعانون من "مشاكل في القلب وأمراض الكلى وتلف الكبد بما في ذلك تليف الكبد والغدد الصماء والغدة الكظرية وإرتفاع هرمونات التوتر ونقص صوديوم الدم. ينصح المرضى الذين يعانون من فشل القلب بتقييد تناول السوائل إلى أقل من 2 لتر في اليوم.
يجب تقليل الأطعمة مثل الجيلاتين والآيس كريم والزبادي والحساء والصلصات والفواكه المائية. من الموصى به أن يحتفظ المرضى الذين يعانون من تقييد السوائل بسجل لتتبع تناول السوائل اليومي. تشمل أعراض تراكم السوائل بسبب مشاكل القلب الأساسية إرتفاع ضغط الدم وصعوبة التنفس وضيق التنفس والإنتفاخ والتورم والغثيان.
المرضى الذين يعانون من مرض عضال قد يرفضون كل من التغذية والماء.

## الفعالية
يمكن استخدام التقييد الجزئي للسوائل كعلاج ، ولكن له عيوب تتمثل في صعوبة الإستمرارعليه وغالبًا ما يكون غير فعال. الأدوية التي تسبب زيادة إدرار البول ( مدرات البول ) هي بشكل عام بديل ، ولديها مخاطر أقل للتسبب في انخفاض معدل الترشيح الكبيبي عبر الكلى وانخفاض وظائف الكلى الناتجة عنه. يتم تطبيق تقييد السوائل أحيانًا في إدارة قصور القلب . ومع ذلك ، وفقًا لمراجعة علمية في عام 2009 ، لا يوجد دليل على فائدة تقييد السوائل في المرضى الذين يعانون من قصور القلب المستقر إكلينيكيًا وبوجه أخر الذين يتلقون العلاج الدوائي الأمثل. بدلاً من ذلك ، تُفضل مدرات البول في حالات فشل القلب ، وخاصة مثبطات الإنزيم المحول للأنجيوتنسين ، مع وجود أدلة قوية على تحسين البقاء على قيد الحياة ونوعية الحياة في مرضى قصور القلب. من الناحية النظرية ، يمكن أن يؤدي تقييد السوائل أيضًا إلى تصحيح إضطرابات المحلول الكهربائي في نقص صوديوم الدم ، ولكن مرة أخرى ، تُظهر مدرات البول ، وخاصة مضادات مستقبلات الفازوبريسين ، كفاءة أفضل. ومع ذلك ، في نقص صوديوم الدم المنسوب ل متلازمة الإفراز غير الملائم للهرمون المضاد لإدرار البول (SIADH) ، فإن تقييد السوائل على المدى الطويل (من 1200 إلى 1800 مل / يوم) بالإضافة إلى مدرات البول هو العلاج القياسي.